# Renzo Machado
Renzo Neri Machado Pertusso (Rocha, 21 de septiembre de 2005) es un futbolista uruguayo de ascendencia italiana. Juega como delantero centro y su equipo actual es el Liverpool Fútbol Club de la Primera División de Uruguay.

## Trayectoria
Comenzó a jugar al fútbol a sus 4 años, realizó su formación infantil y juvenil en Palermo Fútbol Club, equipo de su ciudad natal Rocha, incluso llegó a jugar en Primera División, por lo que tuvo roce con adultos desde chico.
En enero de 2022 fue fichado por Liverpool Fútbol Club, equipo profesional de Montevideo, se incorporó a la Quinta División, correspondiente a la categoría sub-17. A pesar de ser su primer año convirtió 13 goles y dio 7 asistencias en 28 partidos jugados. En diciembre fue ascendido al plantel principal de Liverpool para entrenar a la par de los mayores.
Debutó como profesional el 29 de enero de 2023, el técnico Jorge Bava lo hizo ingresar al minuto 65 por Rodrigo Rivero, utilizó el dorsal número 7 y derrotaron a Nacional 0-1 en el Estadio Centenario, lo que significó ganar la Supercopa Uruguaya 2023.
En el campeonato uruguayo fue suplente durante casi todo el primer semestre, alternó con la reserva del club. El 8 de junio debutó a nivel internacional de clubes, tuvo rodaje en la Copa Libertadores 2023, ingresó en los minutos finales del partido de fase de grupos contra Argentinos Juniors debido a una lesión de Rubén Bentancourt, pero fueron derrotados 2-1 en el Estadio Diego Armando Maradona. El 15 de julio tuvo la oportunidad de jugar un segundo tiempo completo, ingresó con el marcador 1-2 en contra ante Plaza Colonia y tras un centro de Alan Medina convirtió su primer gol oficial de un cabezazo, que permitió sellar el empate 2-2 en Belvedere. Al partido siguiente fue titular por primera vez, estuvo en cancha casi todo el partido y derrotaron a Fénix 0-1, por lo que clasificaron a la final del Torneo Intermedio. En la final se midieron ante Defensor Sporting, fue un partido parejo y Liverpool se impuso por la mínima, ganaron 0-1 y se coronaron campeones del Torneo Intermedio 2023. Al final de la temporada volvió a ser suplente, jugó 2 partidos en el Clausura 2023 y lo ganaron tras realizar una buena campaña.
Tuvieron que jugar un partido contra Peñarol en carácter de final-semifinal, pero fueron derrotados por la mínima tras un gol en la prórroga. Posteriormente jugaron un playoff por el título y con dos victorias Liverpool se coronó campeón uruguayo por primera vez en su historia.
En su primera temporada como profesional jugó 12 partidos y convirtió 1 gol con Liverpool, ganaron la Supercopa, Torneo Intermedio, Torneo Clausura y Campeonato Uruguayo.

## Selección nacional
Renzo ha sido parte de la selección de Uruguay en la categoría juvenil sub-20.
Durante 2024 fue parte del proceso de la selección sub-20. Debutó con la Celeste el 21 de marzo en el Franzini, jugó de titular en un amistoso contra Rusia pero perdieron por la mínima, además fue el capitán.
El 7 de enero de 2025 fue confirmado en el plantel para jugar el Campeonato Sudamericano Sub-20, por el entrenador Fabián Coito.

## Estadísticas

### Clubes
Actualizado al último partido citado el 28 de junio de 2025.
| Club                      | Div.          | Temporada     | Liga  | Liga  | Liga   | Copas nacionales | Copas nacionales | Copas nacionales | Copas internacionales | Copas internacionales | Copas internacionales | Total | Total | Total  |
| Club                      | Div.          | Temporada     | Part. | Goles | Asist. | Part.            | Goles            | Asist.           | Part.                 | Goles                 | Asist.                | Part. | Goles | Asist. |
| ------------------------- | ------------- | ------------- | ----- | ----- | ------ | ---------------- | ---------------- | ---------------- | --------------------- | --------------------- | --------------------- | ----- | ----- | ------ |
| Liverpool F. C. · Uruguay | 1.ª           | 2023          | 9     | 1     | 0      | 3                | 0                | 0                | 1                     | 0                     | 0                     | 13    | 1     | 0      |
| Liverpool F. C. · Uruguay | 1.ª           | 2024          | 33    | 8     | 6      | 1                | 0                | 0                | 5                     | 0                     | 0                     | 39    | 8     | 6      |
| Liverpool F. C. · Uruguay | 1.ª           | 2025          | 18    | 2     | 0      | -                | -                | -                | —                     | —                     | —                     | 4     | 1     | 0      |
| Liverpool F. C. · Uruguay | Total club    | Total club    | 60    | 11    | 6      | 4                | 0                | 0                | 6                     | 0                     | 0                     | 70    | 11    | 6      |
| Total carrera             | Total carrera | Total carrera | 60    | 11    | 6      | 4                | 0                | 0                | 6                     | 0                     | 0                     | 70    | 11    | 6      |
| 1. 2.                     |               |               |       |       |        |                  |                  |                  |                       |                       |                       |       |       |        |

### Selección
Actualizado al último partido citado el 7 de febrero de 2025.
| Selección         | Temporada         | Continental | Continental | Continental | Mundial      | Mundial      | Mundial      | Amistosos | Amistosos | Amistosos | Total | Total | Total  |
| Selección         | Temporada         | Part.       | Goles       | Asist.      | Part.        | Goles        | Asist.       | Part.     | Goles     | Asist.    | Part. | Goles | Asist. |
| ----------------- | ----------------- | ----------- | ----------- | ----------- | ------------ | ------------ | ------------ | --------- | --------- | --------- | ----- | ----- | ------ |
| Sub-20 · Uruguay  | 2024              | —           | —           | —           | —            | —            | —            | 10        | 1         | 0         | 10    | 1     | 0      |
| Sub-20 · Uruguay  | 2025              | 5           | 3           | 0           | No clasificó | No clasificó | No clasificó | 3         | 0         | 0         | 8     | 3     | 0      |
| Sub-20 · Uruguay  | Total sel.        | 5           | 3           | 0           | 0            | 0            | 0            | 13        | 1         | 0         | 18    | 4     | 0      |
| Total selecciones | Total selecciones | 5           | 3           | 0           | 0            | 0            | 0            | 13        | 1         | 0         | 18    | 4     | 0      |
| 1.                |                   |             |             |             |              |              |              |           |           |           |       |       |        |

## Palmarés

### Títulos nacionales
| Título              | Club            | País    | Año  |
| ------------------- | --------------- | ------- | ---- |
| Supercopa Uruguaya  | Liverpool F. C. | Uruguay | 2023 |
| Torneo Intermedio   | Liverpool F. C. | Uruguay | 2023 |
| Torneo Clausura     | Liverpool F. C. | Uruguay | 2023 |
| Campeonato Uruguayo | Liverpool F. C. | Uruguay | 2023 |
| Supercopa Uruguaya  | Liverpool F. C. | Uruguay | 2024 |
| Torneo Apertura     | Liverpool F. C. | Uruguay | 2025 |